# Henri Arthus
Alexandre Charles Georges Henri Arthus (ur. 10 marca 1872 w Le Mans, zm. 12 sierpnia 1962 w Houilles) – francuski żeglarz, olimpijczyk, zdobywca brązowego medalu w regatach na letnich igrzyskach olimpijskich w 1908 roku w Londynie.
Na Letnich Igrzyskach Olimpijskich 1908 zdobył brąz w żeglarskiej klasie 6 metrów. Załogę jachtu Guyoni tworzyli również Louis Potheau i Pierre Rabot.